# Adiantum obliquum
Adiantum obliquum är en kantbräkenväxtart som beskrevs av Carl Ludwig Willdenow. Adiantum obliquum ingår i släktet Adiantum och familjen Pteridaceae. Inga underarter finns listade.

## Bildgalleri

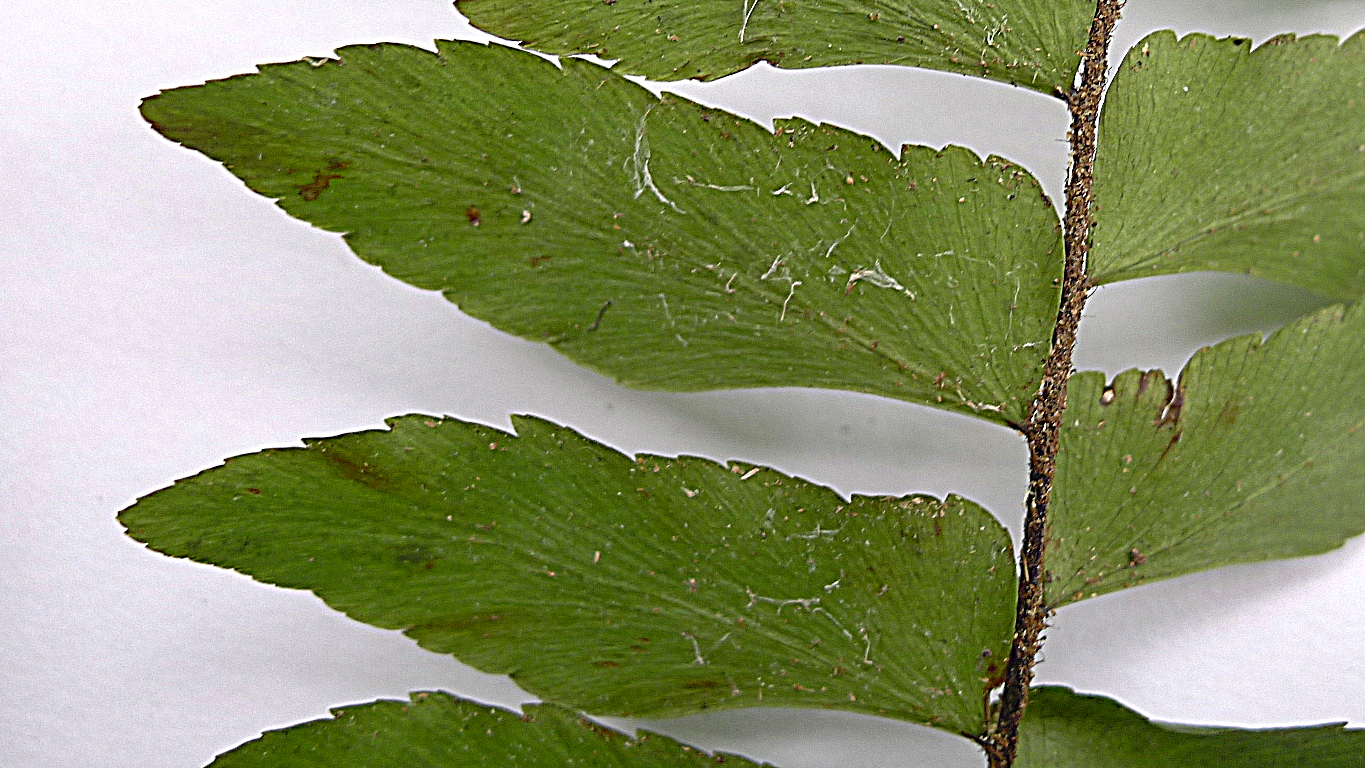
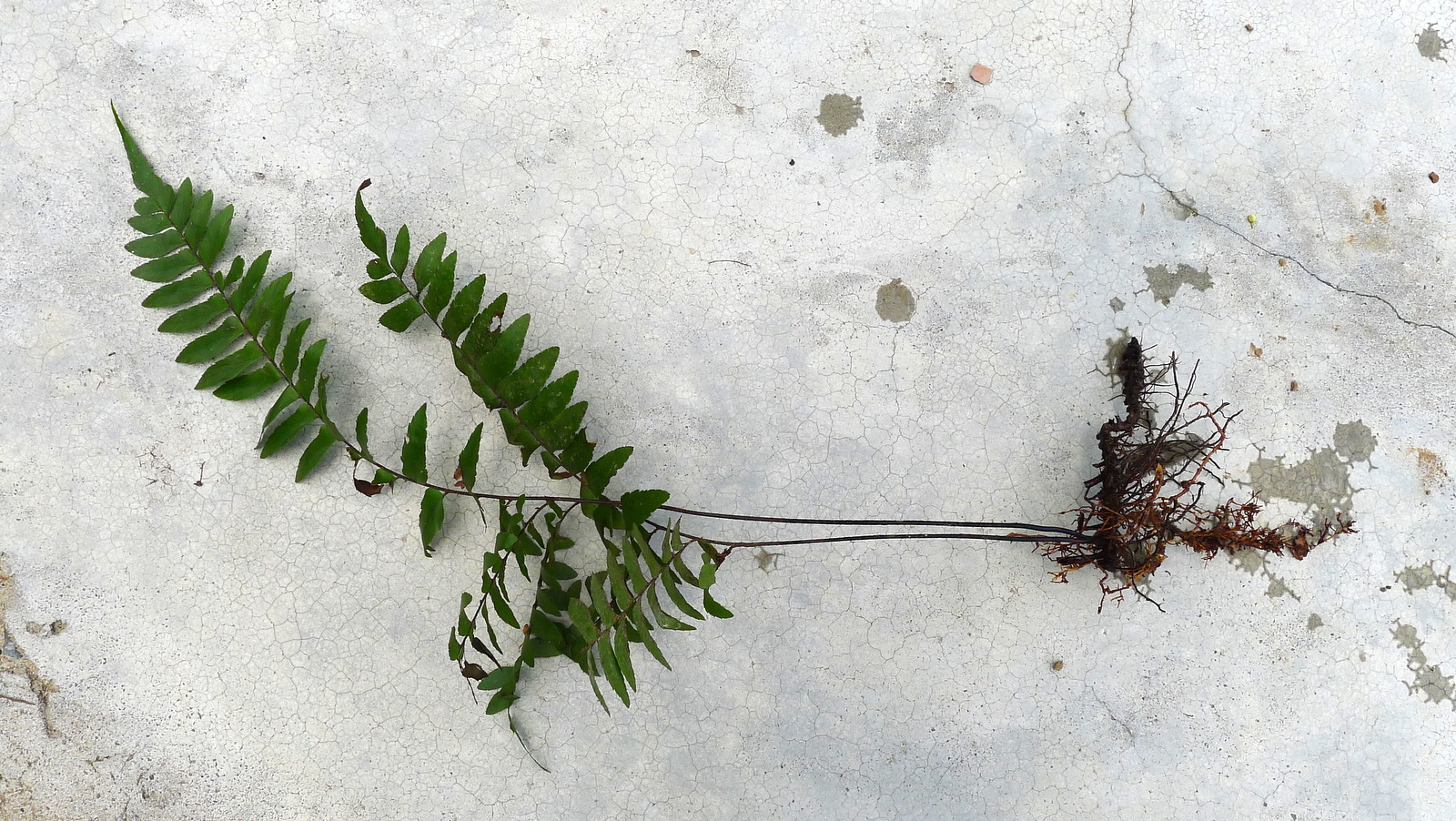
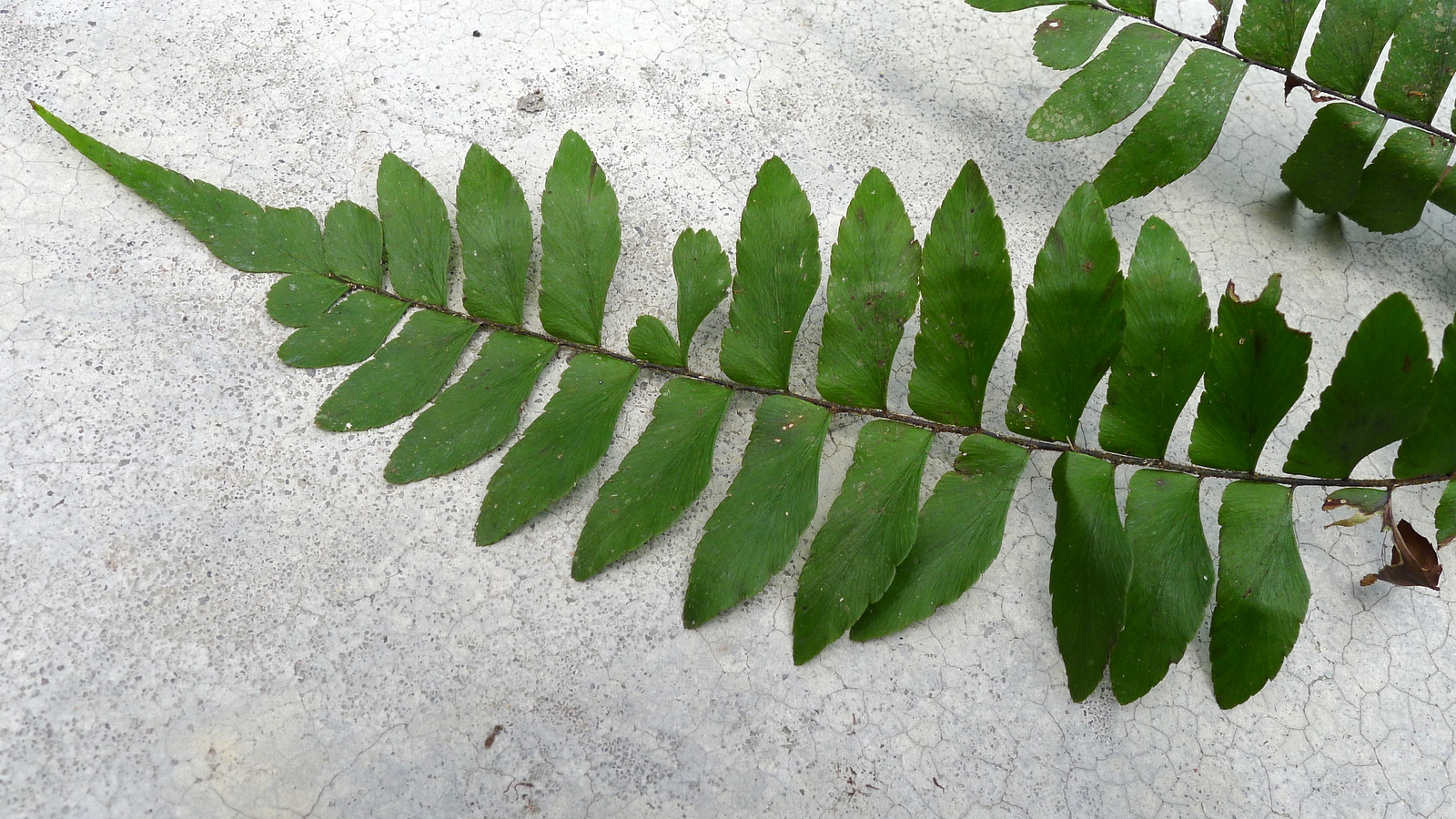
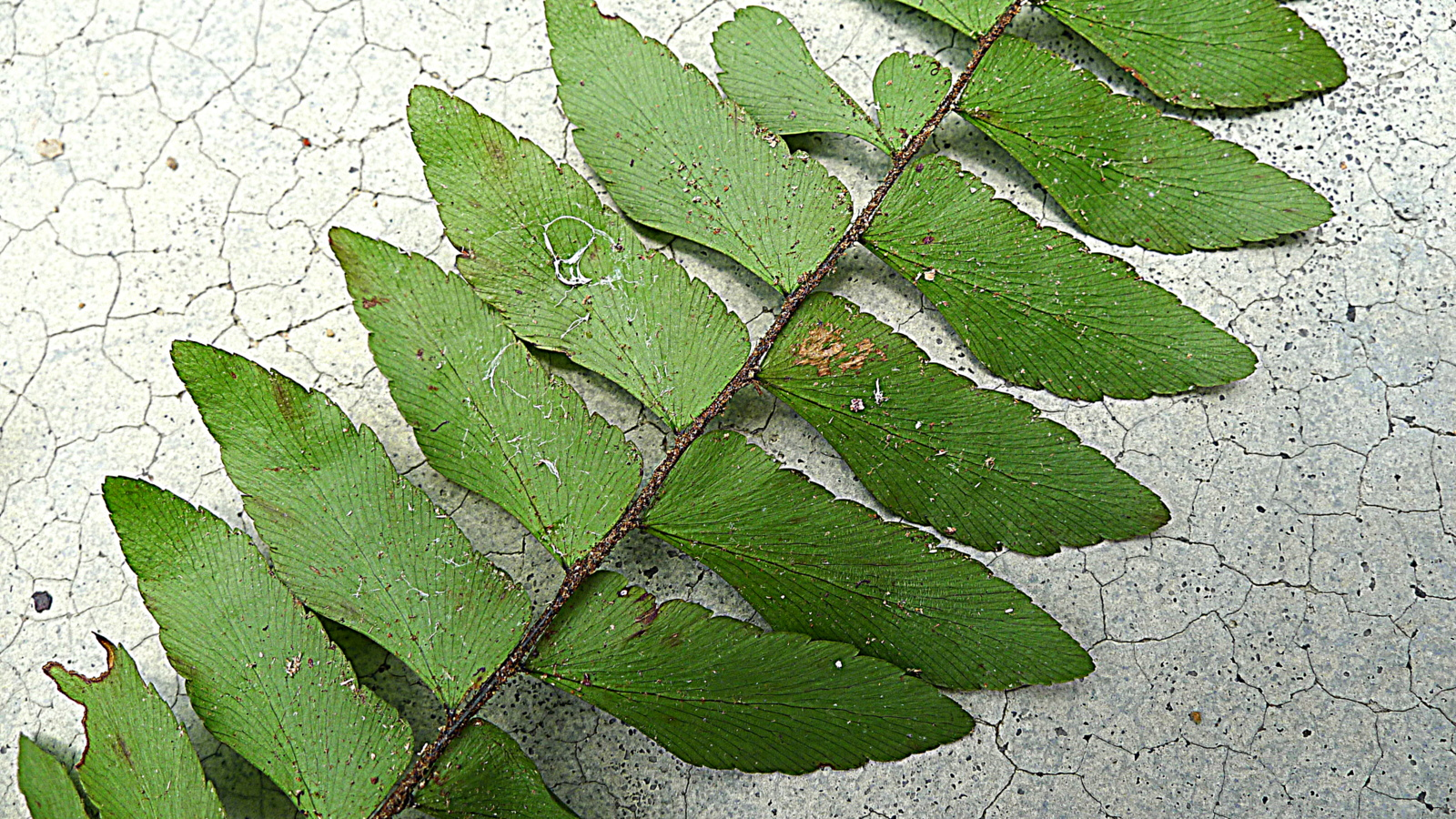
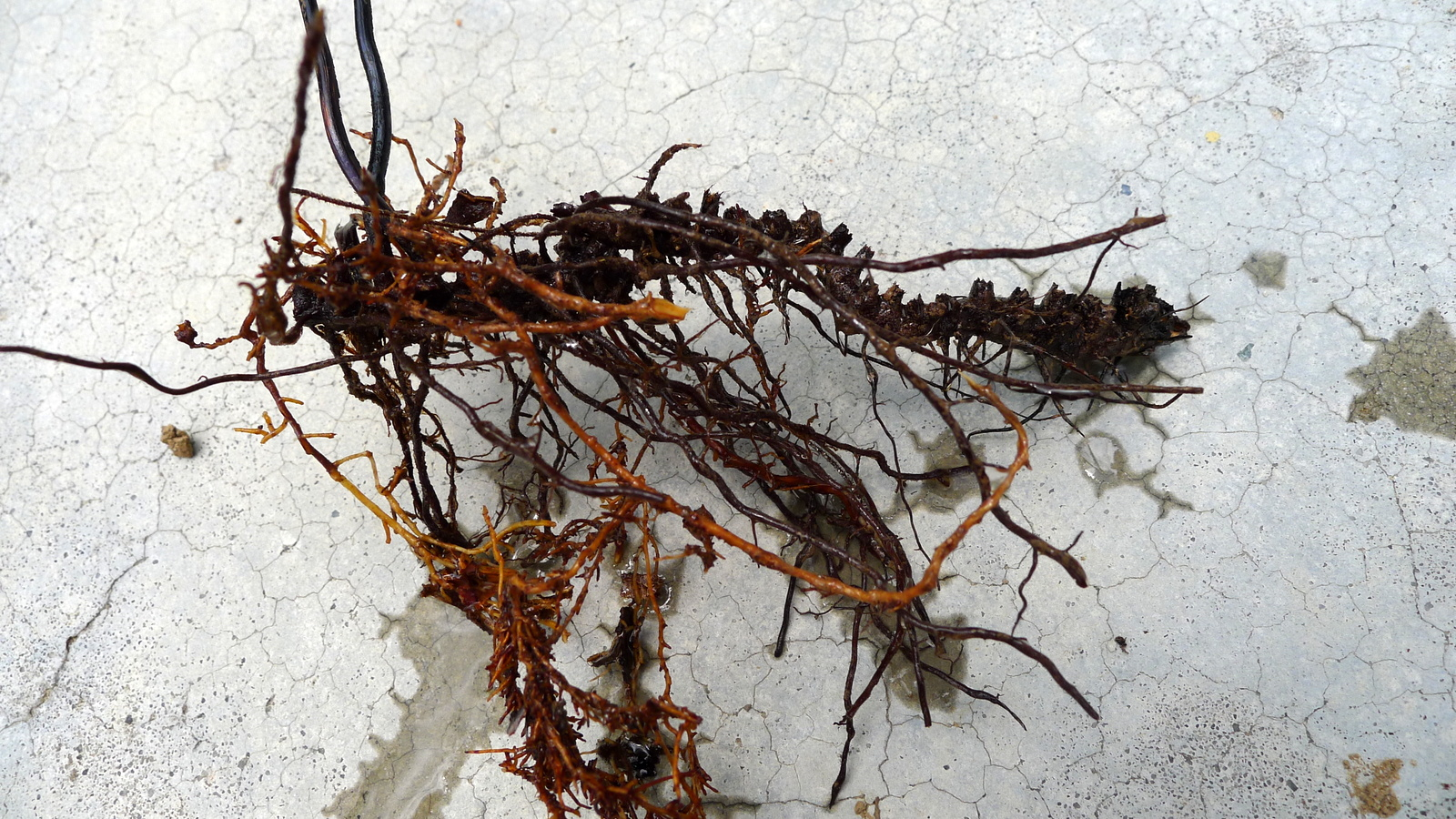
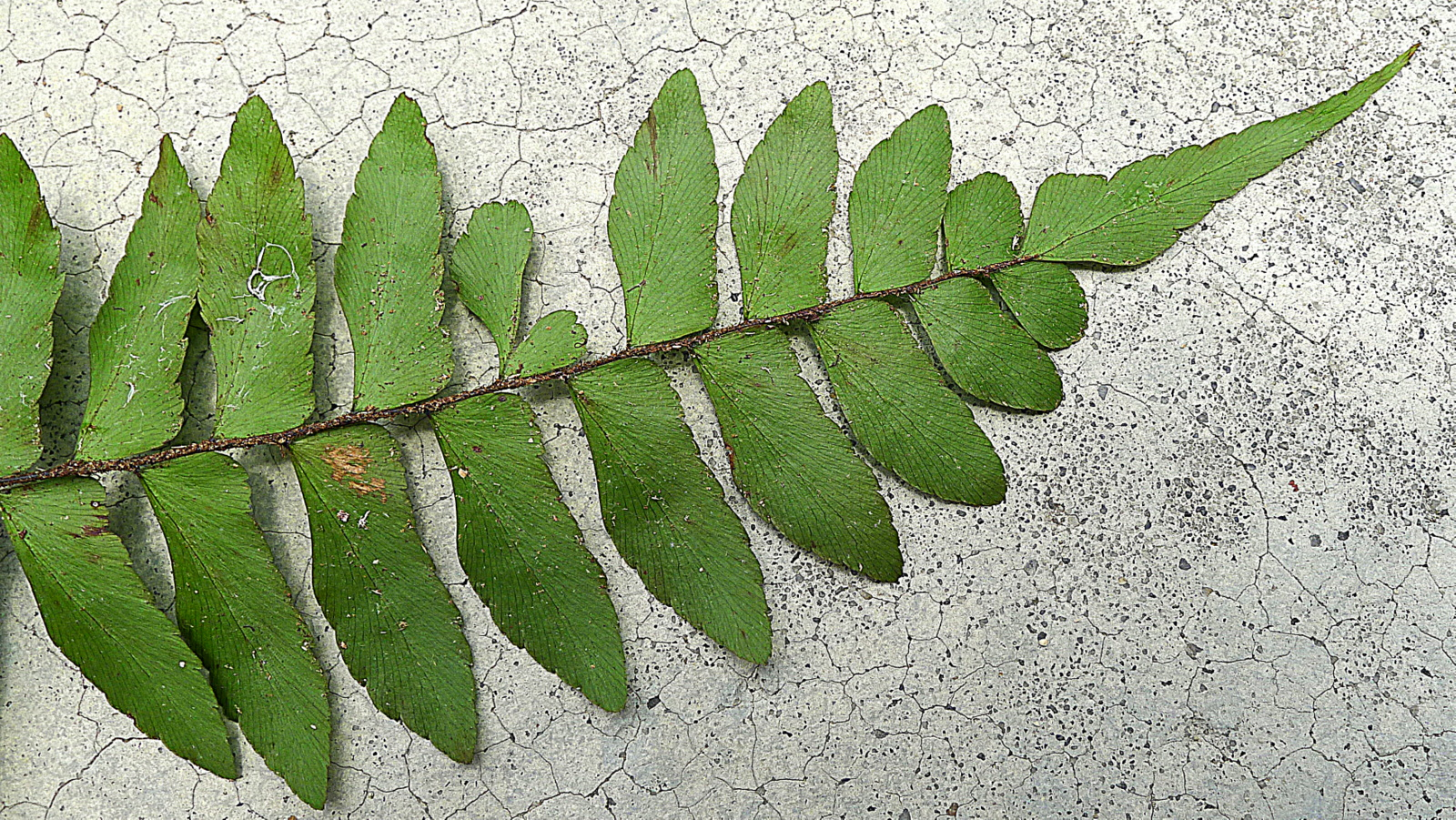